# Atheta islandica
Atheta islandica är en skalbaggsart som först beskrevs av Ernst Gustav Kraatz 1857.  Atheta islandica ingår i släktet Atheta, och familjen kortvingar. Arten är reproducerande i Sverige.